# The 2000s
The 2000s è una miniserie televisiva statunitense trasmessa da CNN e da Sky Arte che esplora i principali eventi politici e culturali degli anni Duemila.

## Episodi
- La Televisione conquista il mondo
- Mp3 - Musica ovunque per tutti
- U.S.A. - Dopo l'11 settembre
- Il crollo delle illusioni
- Yes, We can - Arriva Obama
- Fuga da Wall Street
- Aggiungimi su Facebook